# Positief-definiete matrix
In de lineaire algebra wordt een vierkante n×n-matrix {\displaystyle \mathbf {A} } positief-definiet genoemd, als alle elementen van {\displaystyle \mathbf {A} } reëel zijn en de kwadratische vorm {\displaystyle \mathbf {x} ^{\text{T}}\mathbf {Ax} }, waarin {\displaystyle \mathbf {x} } een willekeurige kolomvector in de {\displaystyle n}-dimensionale euclidische ruimte is, positief-definiet is, dus als {\displaystyle \mathbf {x} ^{\text{T}}\mathbf {Ax} >0} als {\displaystyle \mathbf {x} } niet gelijk is aan de nulvector.
{\displaystyle \mathbf {A} ^{\text{T}}} is de getransponeerde matrix van {\displaystyle \mathbf {A} }. Meestal wordt verondersteld dat {\displaystyle \mathbf {A} } een symmetrische matrix is, maar een positief-definiete matrix hoeft niet symmetrisch te zijn:
De {\displaystyle 2\times 2} matrix van een vlakke rotatie over een hoek {\displaystyle 0\leq \theta <90^{\circ }} is niet symmetrisch, maar wel positief definiet.
Wanneer in de definitie '{\displaystyle >0}' wordt vervangen door '{\displaystyle <0}', spreekt men van een negatief-definiete matrix.

## Eigenschappen
- Het product van een positief-definiete matrix met een positief reëel getal is positief-definiet.
- De som van twee positief-definiete {\displaystyle n\times n}-matrices is positief-definiet.

- Merk op dat het product van twee positief-definiete matrices niet noodzakelijk een positief-definiete matrix oplevert. Bijvoorbeeld:

{\displaystyle \mathbf {A} ={\begin{bmatrix}1&3\\3&10\end{bmatrix}}}
{\displaystyle \mathbf {B} ={\begin{bmatrix}1&-3\\-3&10\end{bmatrix}}}
zijn beide positief-definiet. Hun product
{\displaystyle \mathbf {AB} ={\begin{bmatrix}-8&27\\-27&91\end{bmatrix}}}
is daarentegen niet positief-definiet.
- Een vierkante matrix {\displaystyle \mathbf {A} } kan altijd worden geschreven als de som {\displaystyle \mathbf {A} =\mathbf {B} +\mathbf {C} } van een symmetrische matrix {\displaystyle \mathbf {B} =(\mathbf {A} +\mathbf {A} ^{\text{T}})/2} en een antisymmetrische matrix {\displaystyle \mathbf {C} =(\mathbf {A} -\mathbf {A} ^{\text{T}})/2}. De matrix {\displaystyle \mathbf {A} } is dan en slechts dan positief-definiet als het symmetrische deel van {\displaystyle \mathbf {A} } positief-definiet is.
- Met {\displaystyle \theta =\angle (\mathbf {x} ,\mathbf {Ax} )} is

{\displaystyle \cos(\theta )={\frac {\mathbf {x} ^{\text{T}}\mathbf {Ax} }{\|\mathbf {x} \|\|\mathbf {Ax} \|}}={\frac {\langle \mathbf {x} ,\mathbf {Ax} \rangle }{\|\mathbf {x} \|\|\mathbf {Ax} \|}}},
- Een symmetrische matrix {\displaystyle \mathbf {A} } is positief-definiet dan en slechts dan als alle eigenwaarden van {\displaystyle \mathbf {A} } strikt positief zijn. De determinant van een symmetrische positief-definiete matrix is ook strikt positief, omdat de determinant gelijk is aan het product van de eigenwaarden.
- Een symmetrische matrix die positief-definiet is, heeft dus ook een inverse matrix. De inverse matrix van een positief-definiete matrix is positief-definiet.
- Matrix {\displaystyle \mathbf {A} } is positief-definiet als en slechts als de determinant van elke leidende hoofdminor van {\displaystyle \mathbf {A} } strikt positief is.

Als {\displaystyle \mathbf {A} } een positief-definiete matrix is, dan is elke matrix die uit {\displaystyle \mathbf {A} } wordt verkregen door een aantal rijen en corresponderende kolommen uit {\displaystyle \mathbf {A} } weg te laten, positief-definiet. In het bijzonder zijn de diagonale elementen van {\displaystyle \mathbf {A} } strikt positief.
- Een positief-definiete matrix {\displaystyle \mathbf {A} } heeft een unieke decompositie {\displaystyle \mathbf {A} =\mathbf {LR} } in een benedendriehoeksmatrix {\displaystyle \mathbf {L} }, met 1-en op de hoofddiagonaal, en een bovendriehoeksmatrix {\displaystyle \mathbf {R} }, met niet-nul-elementen op de diagonaal.

De Cholesky-decompositie van een positief-definiete matrix heeft de vorm {\displaystyle \mathbf {A} =\mathbf {LL} ^{\text{T}}}, waarin {\displaystyle L} een benedendriehoeksmatrix is.
- Een matrix {\displaystyle \mathbf {A} } is dan en slechts dan positief-definiet als er een inverteerbare matrix {\displaystyle \mathbf {Q} } bestaat zodanig dat {\displaystyle \mathbf {A} =\mathbf {Q} ^{\text{T}}\mathbf {Q} }
- Als {\displaystyle \mathbf {A} } positief-definiet is, dan is voor ieder positieve gehele getal {\displaystyle p} ook {\displaystyle \mathbf {A} ^{p}} positief-definiet.
- Als {\displaystyle \mathbf {A} } positief-definiet is, bestaat de matrix {\displaystyle \mathbf {A} ^{1/p}} voor ieder positieve gehele getal {\displaystyle p}, dat wil zeggen dat er een matrix {\displaystyle \mathbf {B} } bestaat, zodat {\displaystyle \mathbf {B} ^{p}=\mathbf {A} }.

## Voorbeelden
- De identiteitsmatrix en elke diagonaalmatrix met strikt positieve elementen zijn positief-definiet.
- Hilbert-matrices.

## Semi-definiete matrix
Men heeft een positief semi-definitieve matrix {\displaystyle \mathbf {A} } wanneer de strikt positieve eis in de definitie vervangen wordt door {\displaystyle \mathbf {x} ^{\text{T}}\mathbf {Ax} \geq 0}. Deze matrices kunnen eigenwaarden hebben die nul zijn.
Een matrix is negatief semi-definiet indien  {\displaystyle \mathbf {x} ^{\text{T}}\mathbf {Ax} \leq 0} voor alle {\displaystyle \mathbf {x} } ongelijk aan de nulvector.

## Belang
- Als de coëfficiëntenmatrix van een stelsel van lineaire vergelijkingen positief-definiet is, heeft het stelsel een oplossing.

- De positief-definietheid van de hessiaan van een scalaire functie van {\displaystyle n} variabelen is een voldoende voorwaarde voor de strikte convexiteit van die functie.

- Positief-definiete matrices treden op in methoden van lineaire regressie, bijvoorbeeld de kleinste-kwadratenmethode.

- In de statistiek is de covariantiematrix van een aantal toevalsvariabelen positief-definiet of indien een van de variabelen een lineaire combinatie is van de andere positief-semidefiniet.